# 1992年太平洋颱風季
| 太平洋颱風季             |
| 主題頁 - 專題 - 編輯指南 |

1992年太平洋颱風季泛指在1992年全年內的任何時間，於赤道以北及國際換日線以西的太平洋水域，以及南中國海所產生的熱帶氣旋。雖然有關方面並沒有設下本颱風季的指定期限，但大部份於西北太平洋的熱帶氣旋通常都會於五月至十二月期間形成。。
本條目的範圍僅侷限於赤道以北及國際換日線以西的太平洋及南海的水域。於赤道以北及國際換日線以東的太平洋水域產生的風暴則被稱為颶風，並被列入1992
以下各熱帶氣旋資訊以熱帶氣旋存在期間的最強形態為準。

## 已被國際命名的熱帶氣旋
在1992年，有33個熱帶氣旋形成，當中有21個熱帶氣旋是能夠升格至「颱風」級別。

### 颱風寶碧 (Bobbie)
PAGASA: Asiang

### 颱風察克 (Chuck)
PAGASA: Biring
 英屬香港
當地懸掛最高風球信號： 三號強風信號
天文台於6月27日早上8時50分懸掛一號戒備信號，當時颱風察克集結於香港之西南偏南約690公里。當時天晴，吹和緩偏東風，離岸間中吹強風。隨著風勢於晚間繼續增強，天文台於晚上8時15分改掛三號強風信號，當時颱風察克集結於在香港之西南偏南約620公里。晚間離岸吹烈風，開始有雨。翌日有狂風，雨勢轉大。察克於6月28日凌晨2時左右最接近香港，當時位於香港之西南約600公里。天文台總部早於前一日下午4時左右錄得最低瞬時海平面氣壓999.0百帕斯卡。所有信號在6月28日下午2時正除下，當時察克集結於香港之西南約650公里的海南島。隨着風勢緩和，6月29日雨勢減少，6月30日轉晴。

### 颱風艾里 (Eli)
PAGASA: Konsing

### 熱帶風暴菲爾 (Faye)
PAGASA: Ditang
 英屬香港
當地懸掛最高風球信號： 三號強風信號
當菲爾於7月17日形成時，天文台於早上9時正懸掛一號戒備信號，當時菲爾集結於香港以南約230公里。香港多雲有雨，吹和緩偏東風，日間風勢漸轉清勁。天文台於晚上11時50分改掛三號強風信號，當時菲爾集結於在香港之西南約100公里，當時離岸海域及高地才開始吹強風。隨着菲爾進入珠江口，香港天氣於7月18日清晨轉壞，日出後香港離岸、高地及西部地區風力普遍急速增強至烈風程度，與其相關的狂風大雨侵襲香港，西部地區雨勢尤其大，天文台先後發出歷史上首個紅色及黑色暴雨警告信號。狂風大雨於日間大部份時間持續，直至晚間隨着菲爾減弱而緩和。新界西北部雨勢最大，全日累積超過300毫米的雨量紀錄。菲爾於早上9時左右最接近香港，於天文台之西北偏西約50公里掠過。隨着菲爾登陸，香港風力迅速減弱，天文台在下午4時5分除下所有熱帶氣旋警告信號，當時菲爾於香港以北約100公里處消散。菲爾影響期間，為香港帶來烈風及暴雨，風暴共造成2人死亡，24人受傷。
 葡屬澳門
當地懸掛之最高熱帶氣旋信號： 八號東北風球
澳門氣象台於7月17日上午11時懸掛一號風球，18日上午2時懸掛三號風球，短短4個半小時，氣象台改懸八號東北風球。同日下午1時，氣象台改懸三號風球，至同日下午5時45分除下所有風球。

### 強烈熱帶風暴加里 (Gary)
PAGASA: Edeng
 英屬香港
當地懸掛最高風球信號： 八號東北烈風或暴風信號 /  八號東南烈風或暴風信號
天文台於晚上10時30分懸掛一號戒備信號，當時加里集結於香港之東南約770公里。當時吹微風，7月21日早上轉吹和緩東北風。天氣轉為多雲，局部地區有驟雨。隨着東北風於下午逐漸增強，天文台於下午3時45分改掛三號強風信號，當時加里集結於在香港之東南偏南約470公里。
天文台於7月22日清晨5時45分改掛八號東北烈風或暴風信號，當時加里集結於香港以南約290公里。香港離岸及空曠地方吹烈風。隨著加里移到香港之西南，天文台於早上11時正改掛八號東南烈風或暴風信號取代八號東北烈風或暴風信號，當時加里位於香港之西南偏南約300公里。加里於早上7時左右最接近香港，當時位於香港以南約290公里。天文台總部於當日下午2時錄得最低瞬時海平面氣壓1002.4百帕斯卡。驟雨於日間後期變得頻密。天文台於下午4時15分改掛三號強風信號取代八號東南烈風或暴風信號，當時加里位於香港之西南約330公里，繼續移離香港。香港風力在黃昏繼續減弱。當加里對香港的威脅解除時，所有信號於傍晚6時50分除下，當時加里集結於香港 之西南約350公里。隨着加里在廣西減弱，香港持續多雲及有微雨至7月24日。
 葡屬澳門
當地懸掛最高風球信號： 八號東北風球 /  八號東南風球

### 熱帶風暴洛伊斯 (Lois)
PAGASA: Gloring

### 熱帶風暴馬克 (Mark)
英屬香港
當地懸掛最高風球信號： 一號戒備信號
當熱帶低氣壓馬克於8月16日形成時，天文台隨即在早上10時15分懸掛一號戒備信號，當時馬克集結於香港之東南偏東約320公里。香港吹和緩偏北風，天氣炎熱。隨着馬克趨向汕頭附近的廣東東部沿岸，一號戒備信號於8月17日早上11時30分除下，當時馬克集結於香港以東約400公里。天文台總部於下午5時錄得最低瞬時海平面氣壓997.6百帕斯卡。馬克於8月19日於潮州市饒平縣柘林鎮和汫洲鎮登陸，並在沿岸地區減弱成一低壓區。在減弱成低壓區前，馬克於下午2時正最接近香港，當時位於香港之東北偏東約260公里。但其殘餘移出海，向西橫過廣東沿岸海域，在8月21日於香港以南60公里附近掠過。風向於8月20日晚間轉為偏東；翌日有雨，風勢頗大。風力於8月22日早上迅速減弱，但繼續多雲及有驟雨，直至8月25日才轉晴。

### 台风奥马尔（Omar）
PAGASA: Lusing
颱風歐馬於關島東南方海面形成後以西北偏西的方向朝向臺灣東部行進，於4日晚間10時左右在台灣花蓮縣秀姑巒溪口登陸，5日凌晨3時左右自雲林縣進入臺灣海峽，後仍以西北偏西方向行進登陸福建廈門市。

### 強烈熱帶風暴寶莉 (Polly)
PAGASA: Isang
1992年8月30日，9216號台風寶莉 (Polly)在台灣花蓮縣花蓮市附近登陸，於桃園縣新屋鄉出海，華東等地大面積受災，登陸時中心氣壓975百帕，近中心最大風速35米／秒(風力12級)；31日台風在福建福州福清市江陰鎮再次登陸，登陸時中心附近最大風力爲8級；這個台風雖然強度不大，但影響範圍大，外圍風力比中心附近的風力還大，帶來的降雨勢頭很猛，加之又遇上天文大潮期，沿海出現的特大海潮波及面廣、造成的災害非常嚴重。  在台風影響下，福建、浙江、江蘇、上海、山東、河北、天津、遼寧等沿海地區出現6—9級大風，部分地區風力達10—12級，並普遍出現暴雨或大暴雨，局部還降了特大暴雨，如浙江樂清砩頭站過程降雨量達741毫米，其中24小時降雨量最大爲406毫米，12小時降雨量爲271毫米。由于台風增水和大潮汛的共同作用，造成沿海地區潮位普遍超過當地警戒潮位，部分地區出現建國以來最高或次高潮位，浙江鳌江、瑞安、溫州等站高潮位，分別超過歷史最高潮位0．33、0．28和0．24米，爲50年一遇。據浙江、福建、江蘇、上海、山東、河北、天津、遼甯等省市不完全統計，受淹、倒伏的農作物達2500多萬畝，倒塌房屋9萬多間，損壞房屋28萬多間，沈損船只2000多條，衝毀橋梁700多座，毀壞公路900多公裏，損壞水利工程設施3000多處，死亡231人，傷591人，失蹤45人。

### 強烈熱帶風暴戴德 (Ted)
PAGASA: Maring
戴德於關島西方海面形成後，以西北方向朝向巴士海峽行進，至屏東縣恆春鎮東南方巴士古島附近行進緩慢且轉向北朝著台灣東部而來，於9月22日12時30分左右在台灣花蓮縣秀姑巒溪口登陸後繼續北上，至桃園縣大園鄉附近出海，繼續向北行進，登陸中國浙江省溫州市龍灣區。

### 強烈熱帶風暴歌蓮 (Colleen)
PAGASA: Paring

## 未被國際命名的熱帶氣旋
在1992年，雖然幾乎所有的熱帶氣旋已被命名，仍然還有沒被命名的熱帶低氣壓。以下列出那些熱帶氣旋的資料。

## 熱帶氣旋名單
| - Angela 24W - Brian 25W - Colleen 26W - Dan 27W - Elsie 28W - Forrest 30W - Gay 31W - Hunt 32W - Irma - Jack - Koryn - Lewis - Marian - Nathan - Ofelia - Percy - Robyn - Steve - Tasha - Vernon - Winona - Yancy - Zola | - Abe - Becky - Cecil - Dot - Ed - Flo - Gene - Hattie - Ira - Jeana - Kyle - Lola - Manny - Nell - Owen - Page - Russ - Sharon - Tim - Vanessa - Walt - Yunya - Zeke | - Amy - Brendan - Caitlin - Doug - Ellie - Fred - Gladys - Harry - Ivy - Joel - Kinna - Luke - Melissa - Nat - Orchid - Pat - Ruth - Seth - Teresa - Verne - Wilda - Yuri - Zelda | - Axel 01W - Bobbie 02W - Chuck 03W - Deanna 04W - Eli 05W - Faye 06W - Gary 07W - Helen 08W - Irving 09W - Janis 10W - Kent 11W - Lois 12W - Mark 13W - Nina 14W - Omar 15W - Polly 16W - Ryan 17W - Sibyl 18W - Ted 19W - Val 20W - Ward 21W - Yvette 23W - Zack 22W |